# Catocala quasiinterrupta
Catocala quasiinterrupta là một loài bướm đêm trong họ Erebidae.